# Comune di Pandrup
Il comune di Pandrup era un comune danese situato contea dello Jutland Settentrionale. Capoluogo era la cittadina omonima.
Con la riforma amministrativa entrata in vigore il 1º gennaio del 2007 il comune è stato soppresso. Il territorio comunale è stato accorpato ai comuni di Aabybro, Brovst e Fjerritslev per dare luogo al neo-costituito comune di Jammerbugt.
Il comune aveva una popolazione di 10 676 abitanti (2005) e una superficie di 190 km².